# L'home sense atributs
L'home sense atributs (títol original en alemany Der Mann ohne Eigenschaften) és una novel·la inacabada escrita per Robert Musil entre 1930 i 1942 considerada de les més importants del segle xx, de la literatura alemanya i de les novel·les filosòfiques. És considerada una novel·la modernista.
Els dos volums que componen la novel·la foren publicats el 1930 i el 1933. Tingueren èxit entre la crítica mentre que no tingueren èxit de vendes. El 1938, junt amb la resta de les seues obres, L'home sense atributs fou prohibida pels nazis.

## Personatges
- Ulrich Anders[5]: el protagonista. Un matemàtic gens productiu que no es forja cap futur.[2] És considerat com a home sense atributs perquè les seues qualitats, malgrat tindre'n, no són útils.[6] És una persona indecisa per la falta de conviccions que cerca vehementment.[7] El personatge té un precedent literari amb el protagonista de la novel·la Oblomov.[8]
- Diotima: la cosina del protagonista.[2] És la muller d'un funcionari.[9]
- Paul Arnheim[5]: un magnat culte[2] que tracta de justificar espiritualment la possessió dels diners. Contrasta amb Ulrich per ser l'home amb atributs, ja que els atributs són considerats en quant que productius. Està inspirat en Walter Rathenau, un industrial i escriptor.[6]
- Bonadea: amant d'Ulrich.
- Leinsdorf: un comte.[2]
- Stumm von Bordwehr: general.[6]
- Clarisse[7]

## Temps i espai de la història
La història s'inicia el 1913 i transcorre a l'Imperi Austrohongarès-

## Estil de l'obra
Tal com el mateix autor va reconèixer de les seues obres en general, L'home sense atributs es caracteritza per contar massa i massa poc.

## Temes
Tota la novel·la és una metàfora que explica la caiguda de l'imperi austrohongarès.
Al primer capítol tracta el tema de la manera de pensar tècnica i com afecta la vida: aquesta manera de pensar no tolera les incerteses i solament entén les coses en relació cost-benefici i mitjà-finalitat.
Un altre tema és el desencant per la quantificació i la reducció a elements tractables per l'estadística.
El tema de l'escapisme per la situació d'estar en contra dels convencionalismes de la societat és tractat considerant que la fugida és considerada impossible i la salvació individual és poc desitjable.